# Stadion Trepča
Stadion Trepča et et stadion i Mitrovica, Kosovo, der kan bruges til flere sportsgrene. Det bruges dog mest til fodboldkampe. Det er hjemmebane for klubberne FK Trepča og KF Trepça. Stadionet har en kapacitet på 28.500.